# Nowe Ostrowy (gmina)
Pour les articles homonymes, voir Nowe Ostrowy.
Nowe Ostrowy est une gmina (commune) rurale (gmina wiejska) du powiat de Kutno, dans la Voïvodie de Łódź, dans le centre de la Pologne.
Son siège administratif (chef-lieu) est le village de Nowe Ostrowy, qui se situe environ 14 kilomètres (km) au nord-ouest de Kutno (siège du powiat) et 61 kilomètres au nord de la capitale régionale Łódź (capitale de la voïvodie).
La gmina couvre une superficie de 71,55 km2 pour une population de 3 803 habitants en 2007.

## Histoire
De 1975 à 1998, la gmina est attachée administrativement à la voïvodie de Płock.

Depuis 1999, elle fait partie de la voïvodie de Łódź.

## Géographie
La gmina inclut les villages et localités de :
- Błota
- Bzówki
- Bzówki PGR
- Grochów
- Grochówek
- Grodno
- Grodno Drugie
- Imielinek
- Imielinek Drugi
- Imielno
- Kały-Towarzystwo
- Kołomia
- Lipiny
- Miksztal
- Niechcianów
- Nowa Wieś
- Nowe Ostrowy
- Nowe Ostrowy PKP
- Ostrowy
- Ostrowy PGR
- Ostrowy-Cukrownia
- Perna
- Rdutów
- Wola Pierowa
- Wołodrza
- Zieleniec

### Gminy voisines
La gmina de Nowe Ostrowy est voisine des gminy suivantes :
- Dąbrowice
- Krośniewice
- Kutno
- Łanięta
- Lubień Kujawski

## Structure du terrain
D'après les données de 2007, la superficie de la commune de Nowe Ostrowy est de 71,55 kilomètres carrés, répartis comme telle :
- terres agricoles : 74 %
- forêts : 12 %

La commune représente 8,07 % de la superficie du powiat.

## Démographie
Données du 31 décembre 2014 :
| Description        | Total  | Total | Femmes | Femmes | Hommes | Hommes |
| ------------------ | ------ | ----- | ------ | ------ | ------ | ------ |
| Unité              | Nombre | %     | Nombre | %      | Nombre | %      |
| Population         | 3 588  | 100   | 1 844  | 51,4   | 1 744  | 48,6   |
| Densité (hab./km²) | 50,2   | 50,2  | 25,8   | 25,8   | 24,4   | 24,4   |